# 摩尔斯 (路易斯安那州)
摩尔斯（英語：Morse），是美国路易斯安那州下属的一座村镇。根据2010年美国人口普查，该市有人口812人。建置上，属于“village”。